# 将軍野
将軍野（しょうぐんの）は秋田県秋田市にある地域名。将軍野青山町、将軍野桂町、将軍野堰越、将軍野東、将軍野南、将軍野向山で構成される。郵便番号は将軍野東が011-0931、将軍野青山町が011-0932、将軍野堰越が011-0933、将軍野桂町が011-0934、将軍野向山が011-0935、将軍野南が011-0936。住居表示実施済み。なお、陸上自衛隊秋田駐屯地がある寺内字将軍野については「寺内（秋田市）」を参照。

## 地理
秋田市の北部の位置する。かつては田畑が広がっていたが、現在はほぼ全域が住宅地である。北は飯島、寺内字将軍野に、東は外旭川、寺内字通穴に、南は寺内に、西は土崎港に接する。地域内において奥羽本線を境に北側が将軍野東や将軍野向山等があり、南側が将軍野南となっている。東端は将軍野向山、将軍野南と外旭川との境に草生津川が流れている。西端を秋田市道土崎環状線（通称「自衛隊通り」）に面し、土崎港との境になっている。

### 河川
- 草生津川

## 歴史

### 沿革
出羽国秋田郡寺内村、外旭川村、飯島村の一部として成立。将軍野という地名は、坂上田村麻呂が陣をひいたことが由来とされている。
- 1889年（明治22年）7月14日 - 秋田馬車鉄道新大工町-土崎間が開業。向山停留所が設置される。
- 1906年（明治39年） - 寺内字将軍野の一部が分割され、土崎港町寺内字将軍野となる[3]。
- 1927年（昭和2年）8月11日 - 将軍野遊園地が開園。
  - 時期不詳 - 向山停留所が遊園地停留所に改称。
- 1941年（昭和16年）4月1日 - 土崎港町・寺内町・広山田村が秋田市に編入。
- 1945年（昭和20年）
  - 8月 - 将軍野遊園地が閉園。
  - 9月19日～12月22日 - 米軍に校舎が接収された秋田県立秋田中学校（現在の秋田県立秋田高校）の代用校舎として帝国石油鉱手養成所（通称石油学校）を使用する。
- 1950年（昭和25年）12月19日 - 遊園地停留所を将軍野停留所に改称。
- 1953年（昭和28年）8月1日 - 保安隊前停留所が設置される。
- 1954年（昭和29年）
  - 7月1日 - 保安隊前停留所が自衛隊前停留所に改称。
  - 10月1日 - 外旭川村・飯島村が南秋田郡太平村・下新城村・上新城村、河辺郡浜田村・豊岩村・四ツ小屋村・上北手村・下北手村・仁井田村、由利郡下浜村と共に秋田市へ編入。
- 1965年（昭和40年）12月31日 - 秋田市電廃止。
- 1968年（昭和43年）8月1日 - 住居表示実施。将軍野が成立。
- 1971年（昭和46年）4月 - 将軍野幼稚園開園。

- 1982年（昭和57年）4月1日 - 秋田市立将軍野中学校開校。
- 1988年（昭和63年）3月26日 - 秋田市立高清水小学校が寺内大畑から現行地の将軍野南に移転する。
- 2003年（平成15年）1月 - 将軍野幼稚園付属保育園としてキッズステーションしょうぐんの開園。

### 町名の変遷
以下はすべて住居表示実施に伴う変更。
| 実施後         | 実施年月日      | 実施前（各字名ともその一部）                   |
| -------------- | --------------- | ---------------------------------------------- |
| 将軍野青山町   | 平成16年10月1日 | - 飯島字大崩 - いいじま あざおおくずれ         |
| 将軍野青山町   | 昭和53年4月1日  | - 寺内字通穴 - てらうち あざとおりあな         |
| 将軍野桂町     | 昭和53年4月1日  | - 外旭川字朝鮮 - そとあさひかわ あざちょうせん |
| 将軍野桂町     | 昭和53年4月1日  | - 外旭川字前谷地 - そとあさひかわ あざまえやち |
| 将軍野桂町     | 昭和53年4月1日  | - 寺内字通穴 - てらうち あざとおりあな         |
| 将軍野桂町     | 昭和53年4月1日  | - 寺内字鳥屋場 - てらうち あざとりやば         |
| 将軍野堰越     | 昭和53年4月1日  | - 飯島字田尻堰越 - いいじま あざたじりせきごし |
| 将軍野東一丁目 | 昭和43年8月1日  | - 寺内字将軍野 - てらうち あざしょうぐんの     |
| 将軍野東二丁目 | 昭和43年8月1日  | - 寺内字将軍野 - てらうち あざしょうぐんの     |
| 将軍野東二丁目 | 昭和43年8月1日  | - 寺内字通穴 - てらうち あざとおりあな         |
| 将軍野東二丁目 | 昭和43年8月1日  | - 寺内字鳥屋場 - てらうち あざとりやば         |
| 将軍野東三丁目 | 昭和43年8月1日  | - 寺内字将軍野 - てらうち あざしょうぐんの     |
| 将軍野東三丁目 | 昭和43年8月1日  | - 寺内字通穴 - てらうち あざとおりあな         |
| 将軍野東四丁目 | 昭和45年5月1日  | - 寺内字将軍野 - てらうち あざしょうぐんの     |
| 将軍野東四丁目 | 昭和45年5月1日  | - 寺内字通穴 - てらうち あざとおりあな         |
| 将軍野南一丁目 | 昭和43年8月1日  | - 寺内字大畑 - てらうち あざおおはた           |
| 将軍野南一丁目 | 昭和43年8月1日  | - 寺内字高野 - てらうち あざこうや             |
| 将軍野南一丁目 | 昭和43年8月1日  | - 寺内字将軍野 - てらうち あざしょうぐんの     |
| 将軍野南二丁目 | 昭和43年8月1日  | - 寺内字大畑 - てらうち あざおおはた           |
| 将軍野南二丁目 | 平成15年10月1日 | - 寺内字高野 - てらうち あざこうや             |
| 将軍野南二丁目 | 昭和43年8月1日  | - 寺内字将軍野 - てらうち あざしょうぐんの     |
| 将軍野南三丁目 | 昭和43年8月1日  | - 寺内字将軍野 - てらうち あざしょうぐんの     |
| 将軍野南四丁目 | 昭和43年8月1日  | - 外旭川字野村 - そとあさひかわ あざのむら     |
| 将軍野南四丁目 | 昭和43年8月1日  | - 外旭川字向山 - そとあさひかわ あざむかいやま |
| 将軍野南四丁目 | 昭和43年8月1日  | - 寺内字高野 - てらうち あざこうや             |
| 将軍野南四丁目 | 昭和43年8月1日  | - 寺内字将軍野 - てらうち あざしょうぐんの     |
| 将軍野南四丁目 | 昭和43年8月1日  | - 寺内字鳥屋場 - てらうち あざとりやば         |
| 将軍野南五丁目 | 昭和43年8月1日  | - 外旭川字向山 - そとあさひかわ あざむかいやま |
| 将軍野南五丁目 | 昭和43年8月1日  | - 寺内字将軍野 - てらうち あざしょうぐんの     |
| 将軍野南五丁目 | 昭和43年8月1日  | - 寺内字鳥屋場 - てらうち あざとりやば         |
| 将軍野向山     | 昭和53年4月1日  | - 外旭川字朝鮮 - そとあさひかわ あざちょうせん |
| 将軍野向山     | 昭和53年4月1日  | - 外旭川字向山 - そとあさひかわ あざむかいやま |
| 将軍野向山     | 昭和53年4月1日  | - 寺内字鳥屋場 - てらうち あざとりやば         |

## 施設
- 土崎東郵便局（将軍野東1丁目8-28）
- ツルハドラッグ秋田将軍野店（将軍野東3丁目6-41）
- 将軍野地区コミュニティセンター（将軍野南4丁目8-8）
- 高清水児童センター（将軍野南1丁目2-21）
- 秋田将軍野郵便局（将軍野南4丁目8-20）
- 秋田市将軍野高齢者学習センター・松林館（将軍野南1丁目10-81）
- 東北大大学院理学研究科秋田地震観測所（将軍野南1丁目14-46）

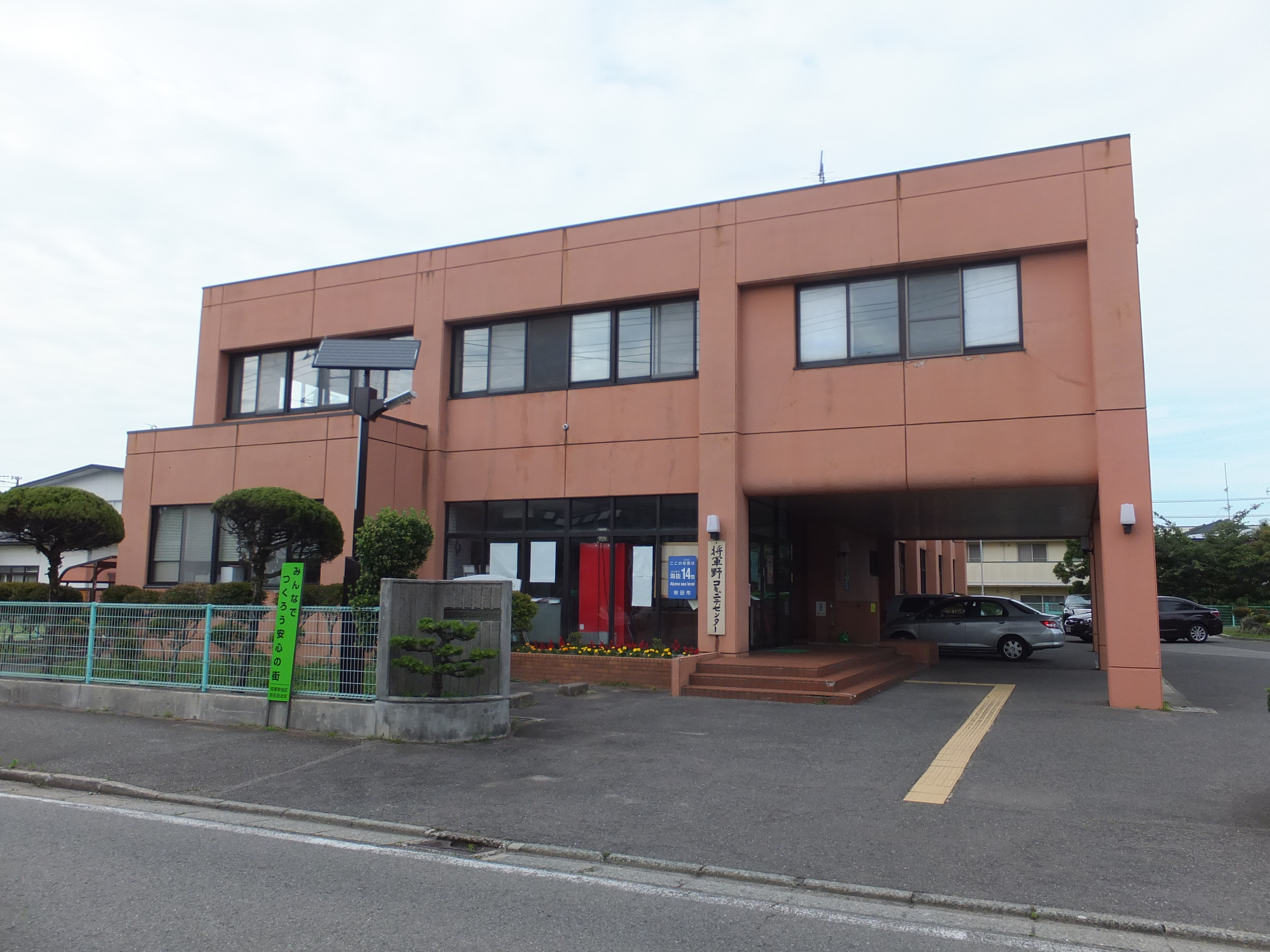
将軍野地区コミュニティセンター
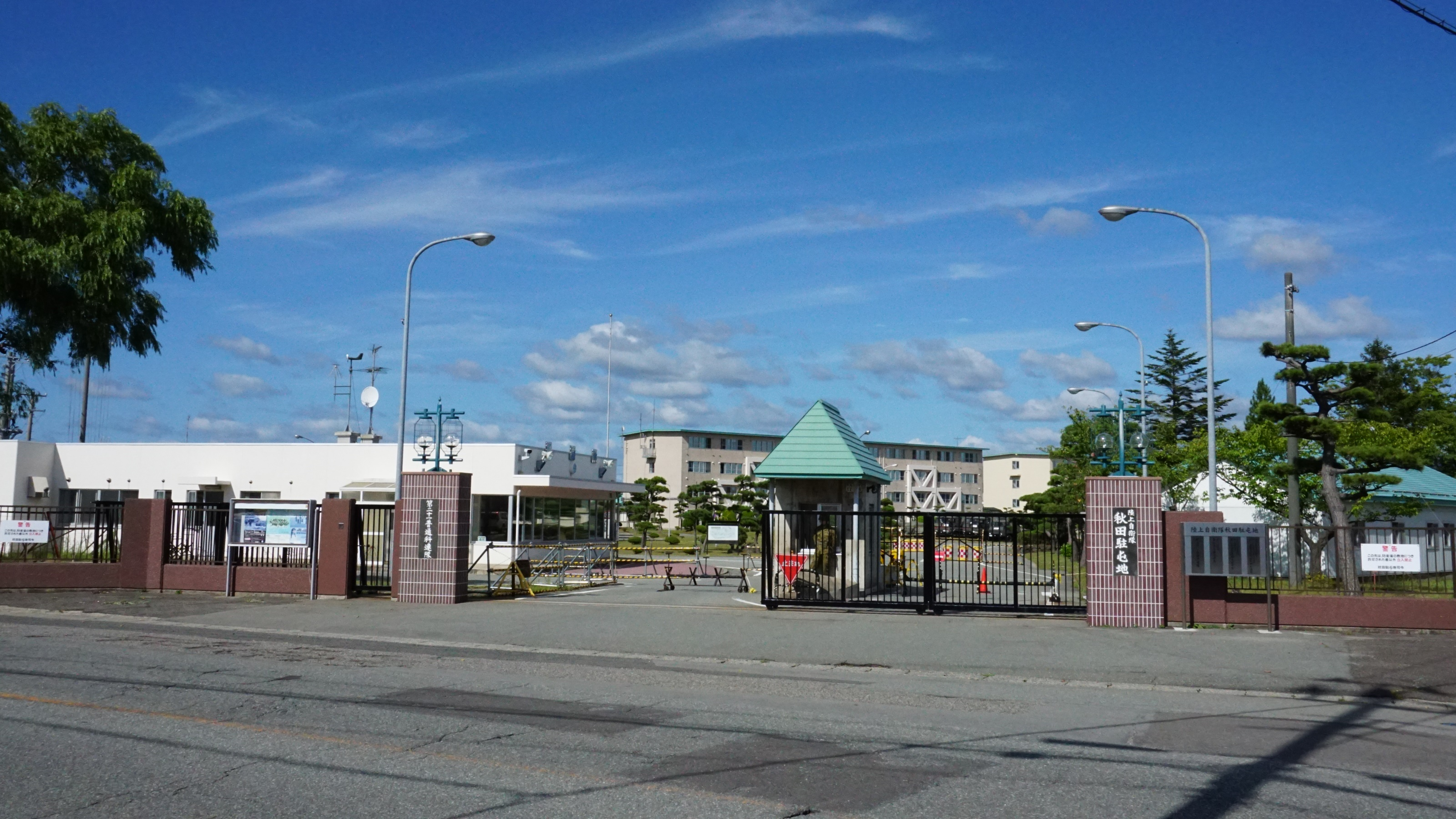
陸上自衛隊秋田駐屯地

### 廃止となった施設
- 種畜場
- 将軍野遊園地
- 帝国石油鉱手養成所（通称石油学校）

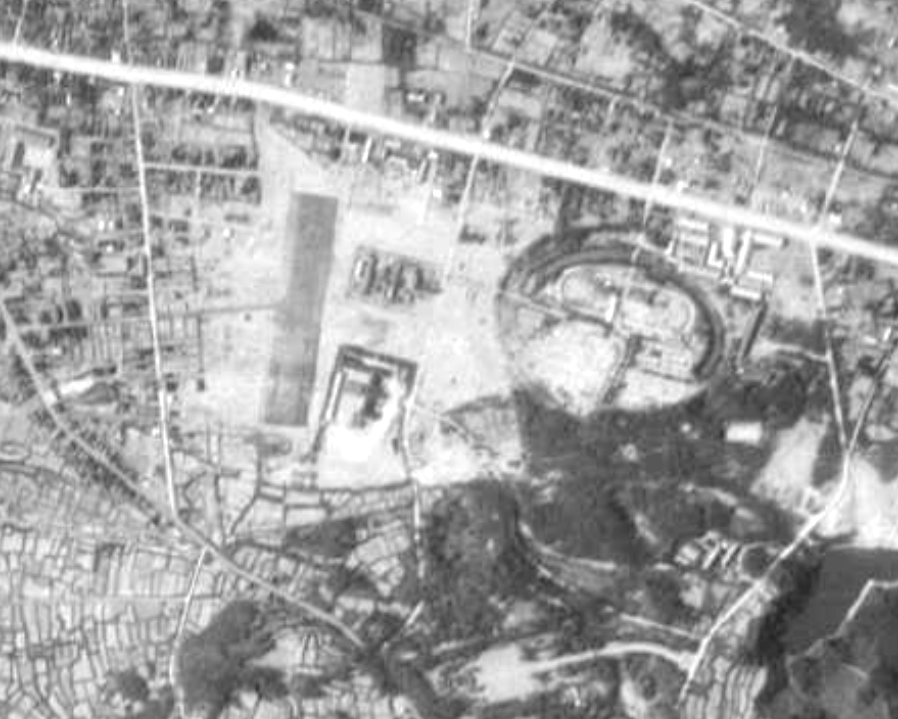
将軍野遊園地跡地

- 北都銀行将軍野支店（将軍野東1丁目7-20）
- 健康薬湯プランタン（将軍野東3丁目6-15）

## 教育

### 地域内にある施設

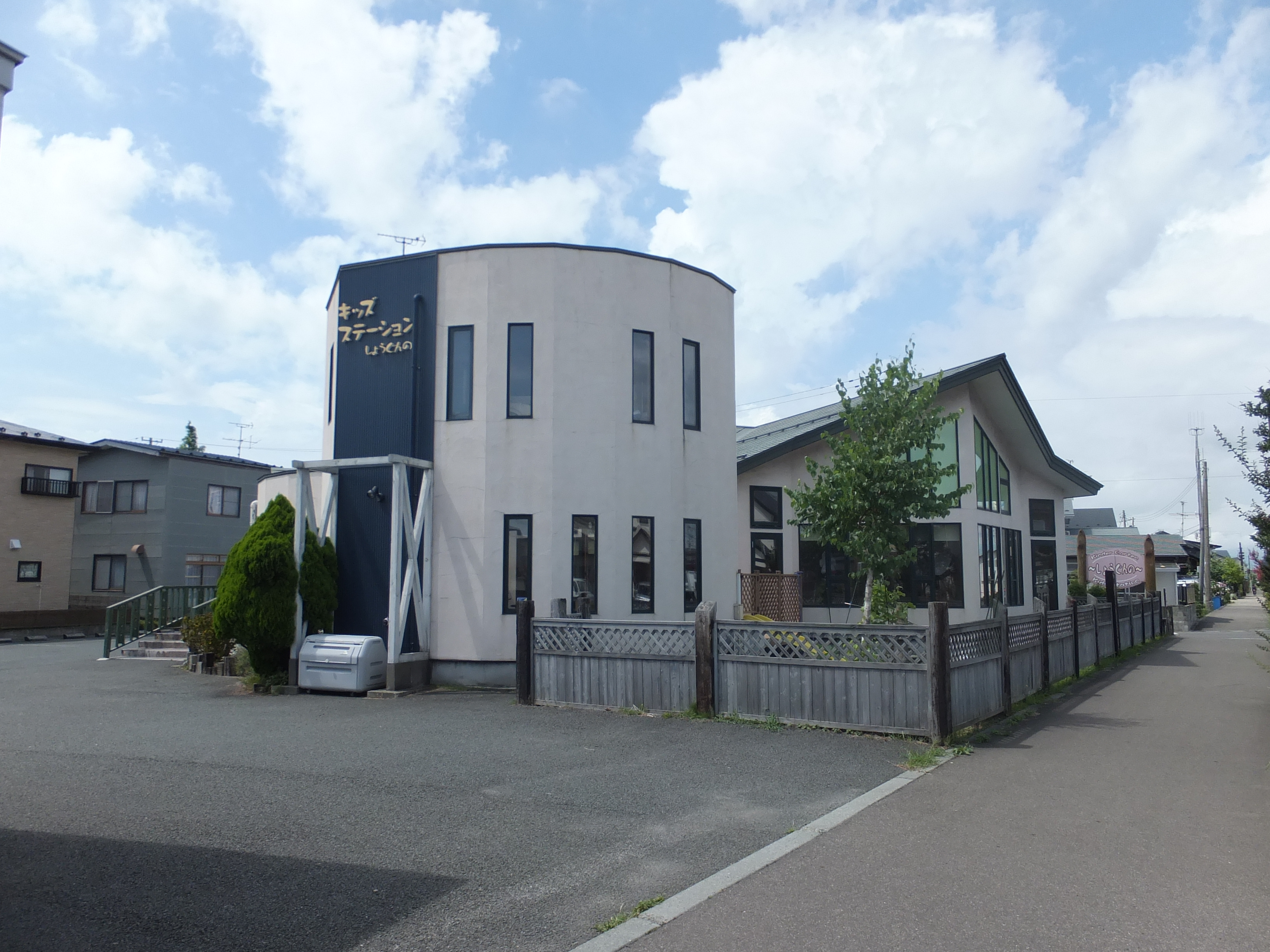
キッズステーションしょうぐんの

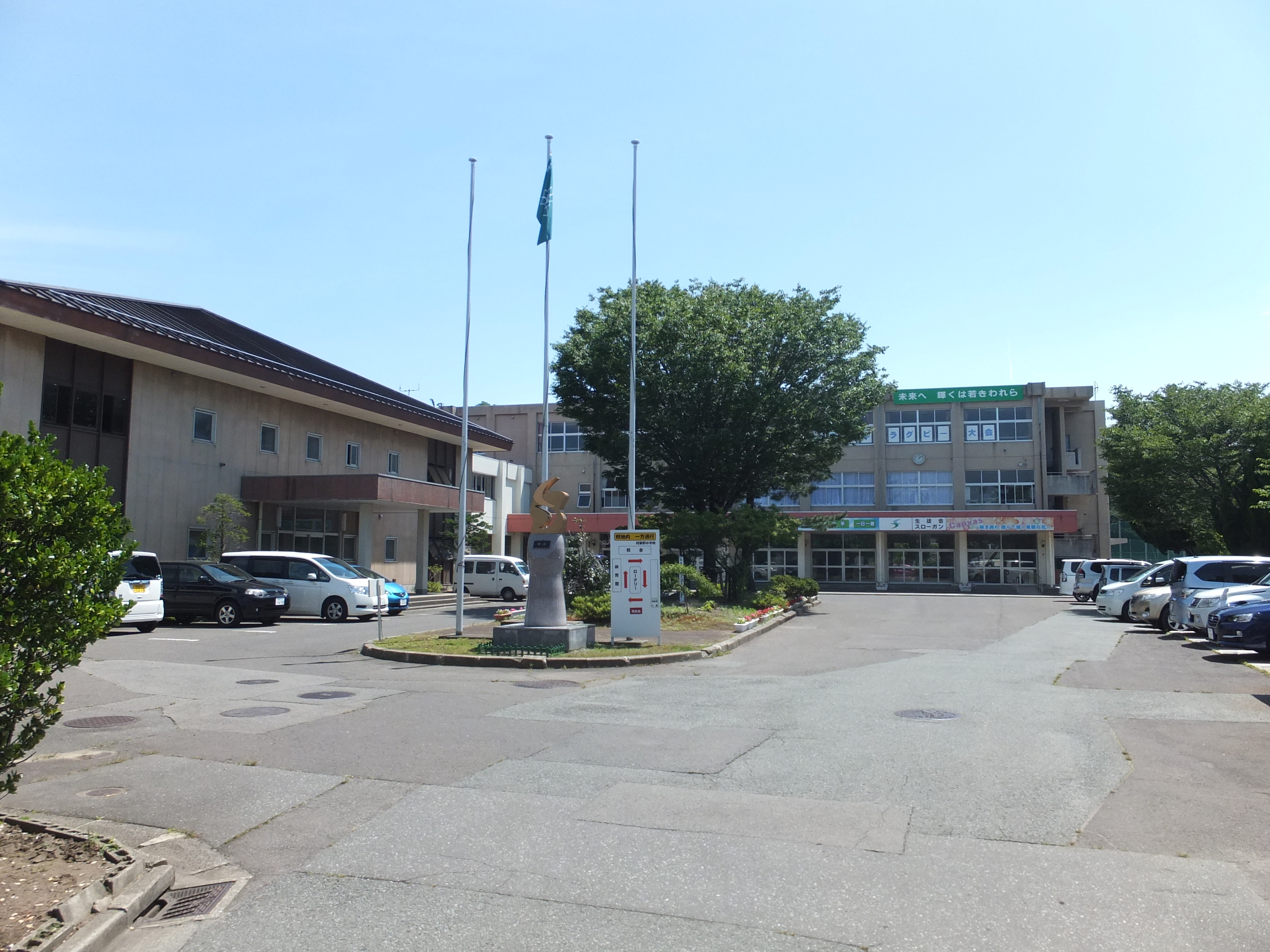
秋田市立将軍野中学校

- 高清水幼稚園
- 将軍野幼稚園
- キッズステーションしょうぐんの
- 秋田市立高清水小学校
- 秋田市立将軍野中学校

### 学区
一部地域では居住地域の目と鼻の先に近い場所にある学校に通学ができず、遠くの学校に遠距離通学になる地域があるため通学区域をよく確認する必要がある。

#### 将軍野東
- 秋田市立港北小学校
- 秋田市立土崎南小学校
- 秋田市立土崎中学校
- 秋田市立将軍野中学校

#### 将軍野南
- 秋田市立高清水小学校
- 秋田市立土崎南小学校

- 秋田市立外旭川小学校
- 秋田市立将軍野中学校
- 秋田市立外旭川中学校

#### 将軍野堰越・将軍野青山町
- 秋田市立飯島南小学校
- 秋田市立飯島中学校

#### 将軍野桂町
- 秋田市立飯島南小学校
- 秋田市立港北小学校
- 秋田市立土崎南小学校
- 秋田市立飯島中学校
- 秋田市立土崎中学校
- 秋田市立将軍野中学校

#### 将軍野向山
- 秋田市立土崎南小学校
- 秋田市立外旭川小学校
- 秋田市立将軍野中学校
- 秋田市立外旭川中学校

## 関連著名人
- 小倉智昭 (タレント)
- 三浦正行 (プロ野球選手)
- 攝津正 (プロ野球選手)
- 土井さくら（バレーボール選手 - 日立リヴァーレ）
- 永沢たかし (お笑いコンビ - 磁石)